# Fides (agencia)
Fides fue una agencia de noticias española, fundada en 1935 y de ideología tradicionalista.

## Historia
Fue fundada en 1935 por el periodista Manuel Sánchez Cuesta, que también la dirigiría. Sánchez Cuesta contó con la colaboración de Jaime Maestro. Fides surgió como una escisión de la agencia Prensa Asociada, que en aquel momento se encontraba completamente vinculada a la CEDA.
Ideológicamente, mantuvo posiciones cercanas al carlismo. Para diciembre de 1935 estaban suscritos a los servicios de la agencia los diarios La Voz de la Verdad de Lugo, el Pensamiento Alavés de Vitoria, La Independencia de Almería, el Diario de Castellón, El Castellano de Burgos, El Pensamiento Navarro de Pamplona, Galicia de Orense, La Unión de Sevilla, La Información de Cádiz, El Correo Catalán de Barcelona, La Constancia de San Sebastián y Acción de Teruel.
No obstante, la agencia acabaría fracasando y en 1936 sería extinguida, siendo sucedida por la Agencia Logos.